# Ceia de Natal

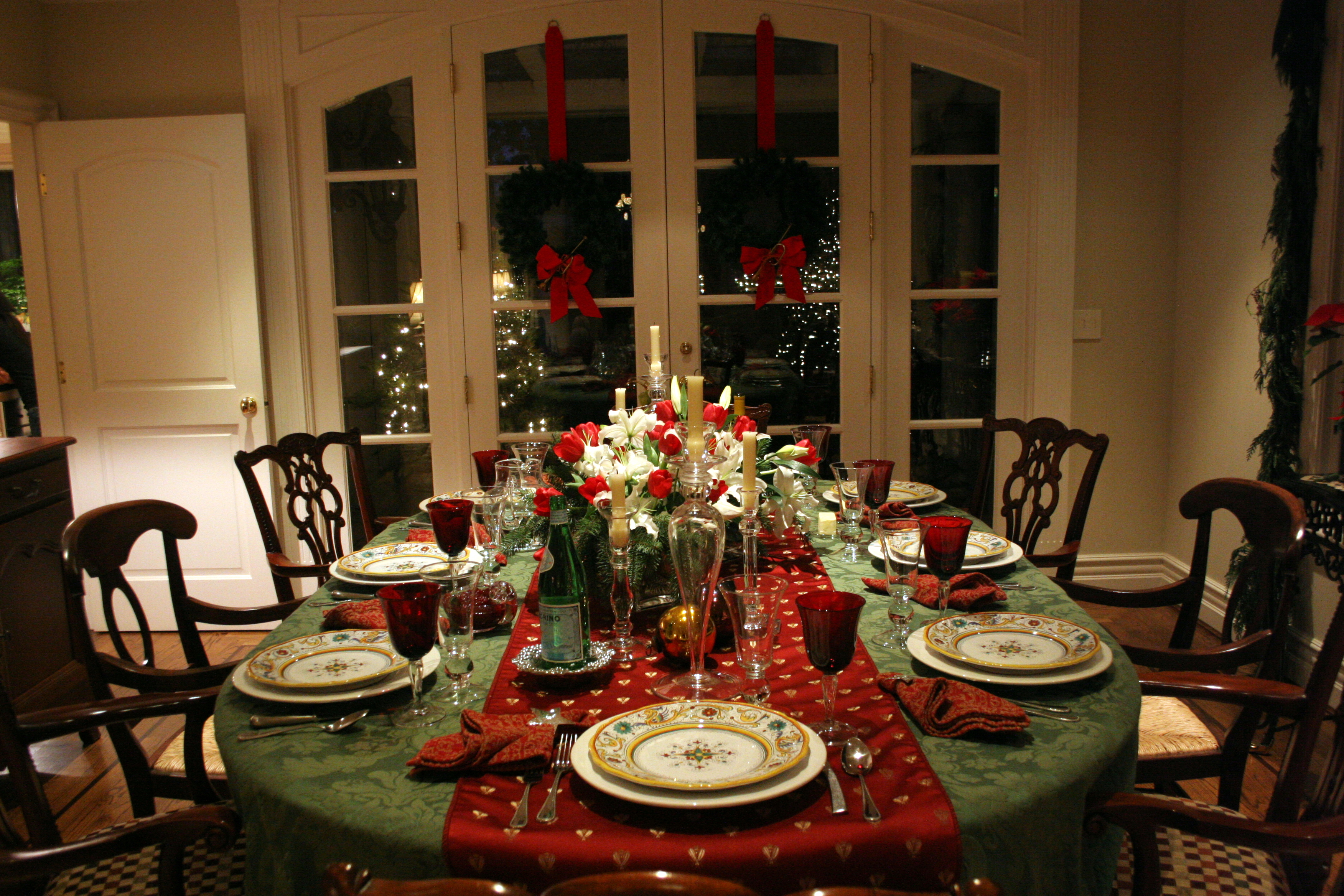
Tradicional mesa da Ceia de Natal

A Ceia de Natal envolve muitas tradições populares. O peru é o prato mais tradicional,  tendo sido usado desde o século XVI na Europa.  Hodiernamente, no Brasil, o pernil de porco e o frango passaram a estar muito próximos do peru na ceia de Natal.
As tradições dos pratos variam em cada país. Em Portugal, dependendo da região, come-se peru, bacalhau cozido com batatas e couves, ou polvo guisado, e, na Galiza, bacalhau com couve-flor. Na Rússia evita-se a carne, enquanto na Jamaica há um grande uso de ervilhas. Na Alemanha come-se carne de porco. Pratos tradicionais de tempero forte também são muito comuns. Na Austrália, onde as festividades natalinas acontecem durante o verão, as pessoas costumam fazer a ceia de natal em praias. No Brasil, incorporaram-se várias receitas que chegaram ao país com a colonização portuguesa, como as rabanadas e os bolinhos (ou pastéis) de bacalhau, enquanto que no interior do Nordeste ainda subsiste o consumo do galo capão. Recentemente em vários lugares do mundo é típico incluir mariscos na ceia de Natal.

## Em Portugal

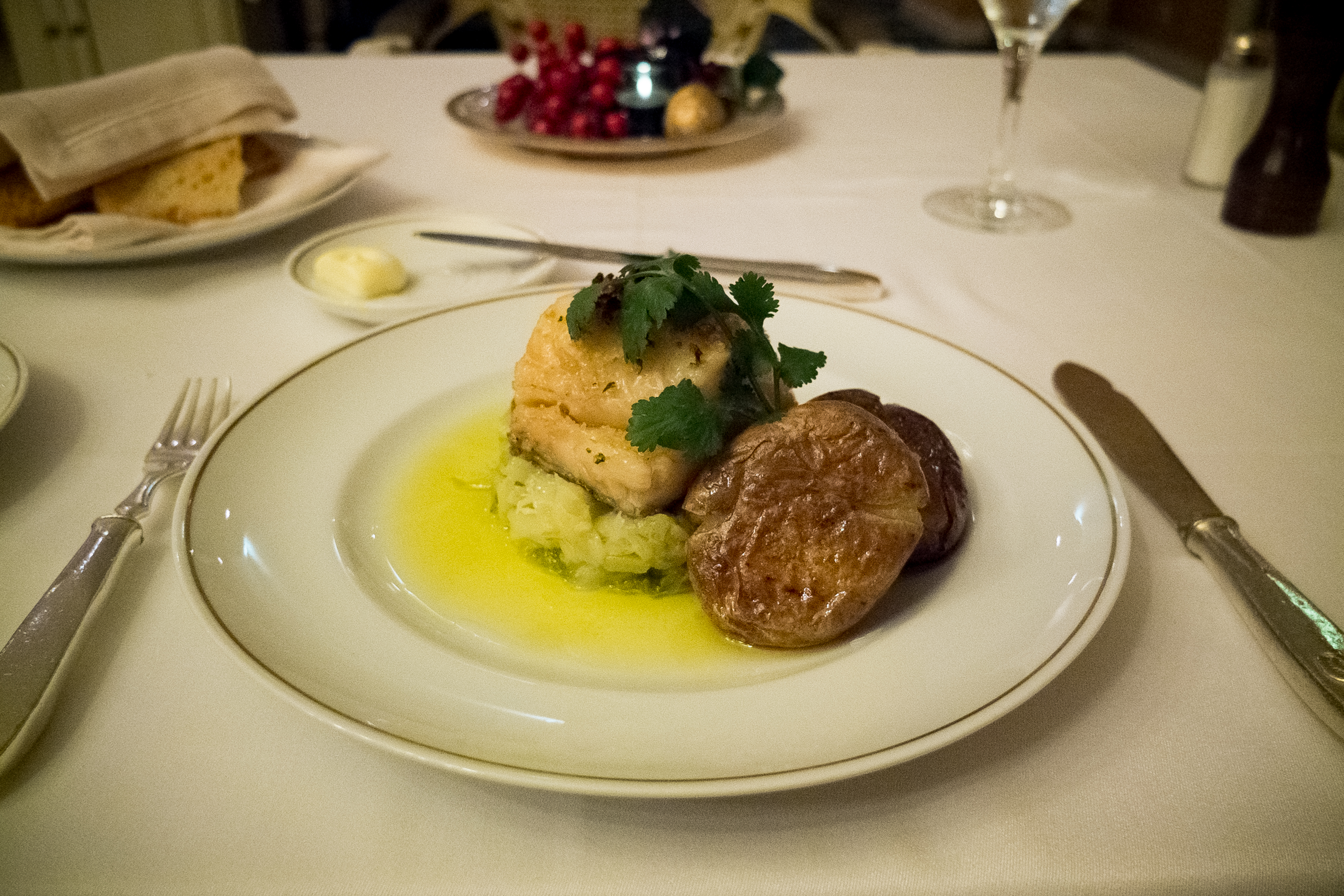
Bacalhau com batatas e couves é o prato típico da consoada portuguesa

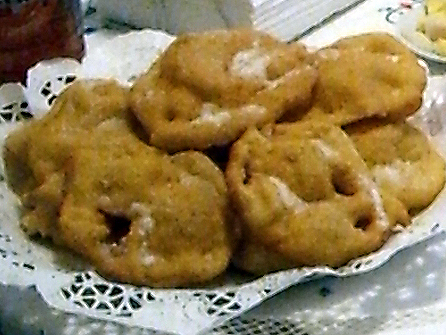
As tradicionais filhós polvilhadas com açúcar e canela

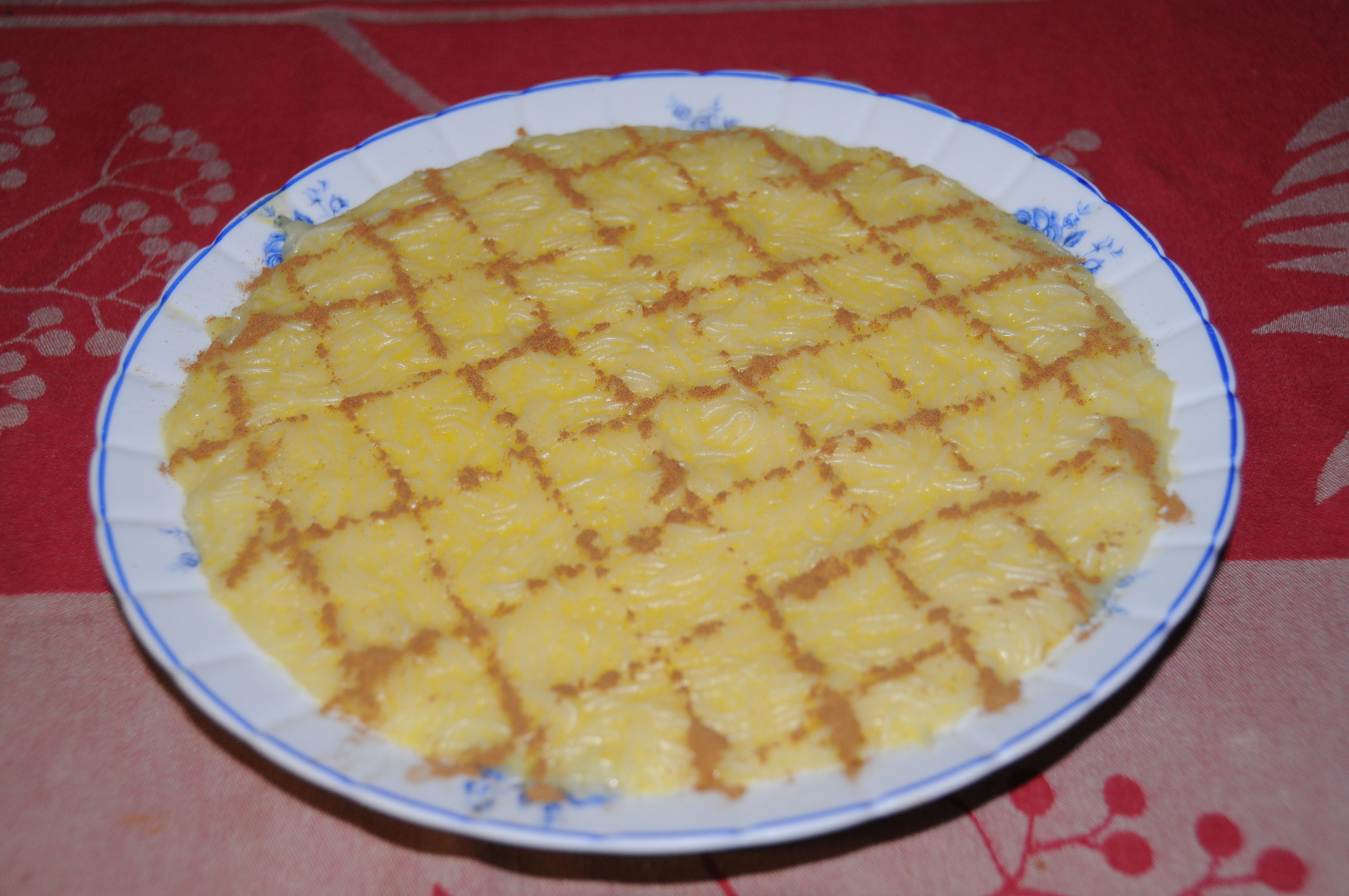
Prato de aletria feita à moda tradicional portuguesa

Em Portugal, a ceia de natal recebe o nome de consoada sendo celebrada na noite do dia 24 de Dezembro, a véspera de Natal. Esta tradição leva as famílias a reunirem-se à volta da mesa de jantar, comendo uma refeição reforçada. Por ser uma festa de família, muitas pessoas percorrem longas distâncias para se juntarem aos seus familiares.
A origem do nome  “Consoada” vem do Latim "consolata", de "consolare", "consolar".
Na tradição católica os fiéis participavam, ao final da noite, na Missa do Galo.
Segundo a tradição portuguesa, a Consoada consiste principalmente em bacalhau cozido ou assado no forno, seguido de doces, tais como aletria, rabanadas, filhós e outros doces. Em algumas regiões do país (principalmente no Norte), o polvo guisado com couves e batatas também consta da mesa de Natal. Em Trás-os-Montes, peru no forno, canja de galinha e assados de borrego, porco ou leitão também marcam o Natal, enquanto, na Beira Alta, o cabrito é a tradição. No Alentejo e no Algarve, o peru recheado assado são pratos que podem constar das mesas.

### A Consoada e os Presentes de Natal
Em Portugal, depois da Consoada, é tradição fazer a distribuição dos presentes de Natal.
No início do século XII d.C., os presentes eram distribuídos em nome de São Nicolau, a 6 de Dezembro. Contudo, a Contrarreforma católica do Concílio de Trento (1545 – 1563) passou essa função ao Menino Jesus, sendo a distribuição feita no dia 25 de Dezembro, assinalando a data do nascimento de Jesus.